# Weltcup im Wasserspringen 2012
Der Weltcup im Wasserspringen 2012 war eine von der FINA veranstaltete Wettkampfserie im Wasserspringen, die vom 20. bis 26. Februar 2012 in London stattfand. Austragungsort war das Aquatics Centre. Insgesamt wurden acht Wettbewerbe ausgetragen, jeweils ein Einzel- und Synchronspringen vom 3-Meter-Brett und vom 10-Meter-Turm bei Frauen und Männern.
Der Weltcup war auch der vorolympische Testwettkampf und wichtigster Qualifikationswettbewerb für die Olympischen Spiele 2012. In den Einzeldisziplinen gewannen alle 18 Halbfinalteilnehmer, soweit nicht schon über die Weltmeisterschaft qualifiziert, einen olympischen Quotenplatz für ihr NOK. In den Synchrondisziplinen erhielten die vier bestplatzierten noch nicht qualifizierten Paare einen Quotenplatz.
Die Wettbewerbe wurden abermals von den chinesischen Athleten dominiert, die alle acht Titel und elf von zwölf möglichen Medaillen gewannen. Insgesamt konnten Springer aus acht Ländern Medaillen gewinnen. Die deutsche Mannschaft war in sechs Finals vertreten und gewann durch Sascha Klein und Patrick Hausding im 10-Meter-Synchronspringen eine Bronzemedaille. Je einen Quotenplatz errang die deutsche Mannschaft in den Einzelwettbewerben, verpasste aber die zwei möglichen Quotenplätze in den Synchronwettbewerben. Athleten aus Österreich und der Schweiz verpassten die olympischen Quotenplätze.

## Zeitplan
Der Zeitplan des Weltcups war wie folgt gestaltet.
Montag, 20. Februar 2012
- Vorkampf und Finale 3 Meter Synchronspringen Männer
- Vorkampf 10 Meter Turmspringen Frauen

Dienstag, 21. Februar 2012
- Halbfinale und Finale 10 Meter Turmspringen Frauen
- Vorkampf 3 Meter Kunstspringen Männer

Mittwoch, 22. Februar 2012
- Halbfinale und Finale 3 Meter Kunstspringen Männer
- Vorkampf und Finale 10 Meter Synchronspringen Frauen

Donnerstag, 23. Februar 2012
- Vorkampf und Finale 10 Meter Synchronspringen Männer
- Vorkampf 3 Meter Kunstspringen Frauen

Freitag, 24. Februar 2012
- Halbfinale und Finale 3 Meter Kunstspringen Frauen
- Vorkampf 10 Meter Turmspringen Männer

Samstag, 25. Februar 2012
- Halbfinale und Finale 10 Meter Turmspringen Männer
- Vorkampf und Finale 3 Meter Synchronspringen Frauen

Sonntag, 26. Februar 2012
- Diveoff 3 Meter Kunstspringen Frauen und Männer
- Diveoff 10 Meter Turmspringen Frauen und Männer

## Teilnehmer
Es nahmen Wasserspringer aus 41 Ländern teil. Insgesamt waren 234 Athleten gemeldet, 109 Frauen und 125 Männer.
| Teilnehmende Nationen mit Anzahl der Athleten (Frauen/Männer)                                                                    | Teilnehmende Nationen mit Anzahl der Athleten (Frauen/Männer)                                               | Teilnehmende Nationen mit Anzahl der Athleten (Frauen/Männer)                                     | Teilnehmende Nationen mit Anzahl der Athleten (Frauen/Männer)                                             | Teilnehmende Nationen mit Anzahl der Athleten (Frauen/Männer)                                            | Teilnehmende Nationen mit Anzahl der Athleten (Frauen/Männer)                     |
| --- | --- | ------------------------------------------------------------------------------------------------- | --- | --- | --------------------------------------------------------------------------------- |
| Aserbaidschan (0/1) Australien (6/3) Brasilien (2/3) Volksrepublik China (6/8) Deutschland (7/5) Finnland (2/1) Frankreich (3/2) | Georgien (0/2) Griechenland (0/3) Großbritannien (7/6) Hongkong (1/1) Indien (0/2) Iran (0/1) Italien (4/7) | Japan (4/4) Kanada (5/5) Kasachstan (3/1) Kolumbien (0/4) Kroatien (2/4) Kuba (1/3) Litauen (0/2) | Malaysia (5/6) Mexiko (6/5) Niederlande (2/2) Nordkorea (2/2) Norwegen (0/4) Österreich (2/2) Polen (0/1) | Puerto Rico (2/1) Rumänien (3/0) Russland (7/5) Schweiz (0/2) Schweden (1/3) Serbien (1/0) Spanien (2/1) | Südkorea (2/4) Ukraine (6/6) Ungarn (4/1) USA (8/6) Venezuela (3/4) Belarus (0/2) |

## Ergebnisse

### Frauen

#### 3-Meter-Kunstspringen
| Platz | Land                | Athletin           | Punkte |
| ----- | ------------------- | ------------------ | ------ |
| 1     | Volksrepublik China | Wu Minxia          | 368,95 |
| 2     | Volksrepublik China | He Zi              | 365,40 |
| 3     | Italien             | Tania Cagnotto     | 345,75 |
| 4     | Kanada              | Pamela Ware        | 341,30 |
| 5     | Schweden            | Anna Lindberg      | 341,25 |
| 6     | Mexiko              | Laura Sánchez      | 329,10 |
| 7     | USA                 | Christina Loukas   | 327,65 |
| 8     | USA                 | Cassidy Krug       | 326,10 |
| 9     | Großbritannien      | Rebecca Gallantree | 315,90 |
| 10    | Kanada              | Émilie Heymans     | 307,35 |
| 11    | Ukraine             | Olena Fedorowa     | 305,30 |
| 12    | Venezuela           | Jocelyn Castillo   | 288,90 |

Vorkampf am 23. Februar, Halbfinale und Finale am 24. Februar

#### 10-Meter-Turmspringen
| Platz | Land                | Athletin         | Punkte |
| ----- | ------------------- | ---------------- | ------ |
| 1     | Volksrepublik China | Chen Ruolin      | 405,25 |
| 2     | Volksrepublik China | Hu Yadan         | 397,10 |
| 3     | Russland            | Julija Koltunowa | 350,25 |
| 4     | Kanada              | Roseline Filion  | 348,90 |
| 5     | Mexiko              | Carolina Mendoza | 346,85 |
| 6     | Deutschland         | Christin Steuer  | 346,80 |
| 7     | Japan               | Mai Nakagawa     | 339,85 |
| 8     | Italien             | Noemi Bátki      | 332,10 |
| 9     | Deutschland         | Maria Kurjo      | 331,75 |
| 10    | Großbritannien      | Monique Gladding | 326,35 |
| 11    | Mexiko              | Tatiana Ortiz    | 324,40 |
| 12    | Nordkorea           | Kim Un-hyang     | 315,65 |

Vorkampf am 20. Februar, Halbfinale und Finale am 21. Februar

#### 3-Meter-Synchronspringen
| Platz | Land                | Athletinnen                            | Punkte |
| ----- | ------------------- | -------------------------------------- | ------ |
| 1     | Volksrepublik China | Wu Minxia He Zi                        | 345,30 |
| 2     | Kanada              | Jennifer Abel Émilie Heymans           | 321,90 |
| 3     | Italien             | Francesca Dallapé Tania Cagnotto       | 317,40 |
| 4     | USA                 | Kelci Bryant Abby Johnston             | 315,00 |
| 5     | Ukraine             | Hanna Pysmenska Olena Fedorowa         | 314,70 |
| 6     | Malaysia            | Jun Hoong Cheong Pandelela Rinong Pamg | 300,90 |
| 7     | Mexiko              | Laura Sánchez Paola Espinosa           | 300,60 |
| 8     | Australien          | Sharleen Stratton Anabelle Smith       | 298,20 |
| 9     | Deutschland         | Katja Dieckow Nora Subschinski         | 296,40 |
| 10    | Japan               | Mai Nakagawa Sayaka Shibusawa          | 288,00 |
| 11    | Großbritannien      | Alicia Blagg Rebecca Gallantree        | 287,10 |
| 12    | Russland            | Nadeschda Baschina Marija Poljakowa    | 268,20 |

Vorkampf und Finale am 25. Februar
Wu Minxia gewann bereits ihren sechsten Titel in einem Weltcupspringen.
Die Quotenplätze gewannen die Synchronpaare aus Italien, Malaysia, der Ukraine und den USA.

#### 10-Meter-Synchronspringen
| Platz | Land                | Athletinnen                             | Punkte |
| ----- | ------------------- | --------------------------------------- | ------ |
| 1     | Volksrepublik China | Chen Ruolin Wang Hao                    | 359,58 |
| 2     | Kanada              | Meaghan Benfeito Roseline Filion        | 331,65 |
| 3     | Großbritannien      | Sarah Barrow Tonia Couch                | 314,40 |
| 4     | Australien          | Alexandra Croak Melissa Wu              | 311,04 |
| 5     | Deutschland         | Nora Subschinski Christin Steuer        | 309,33 |
| 6     | Ukraine             | Wiktorija Potechina Julija Prokoptschuk | 308,52 |
| 7     | Malaysia            | Mun Yee Leong Pandelela Rinong Pamg     | 307,86 |
| 8     | Mexiko              | Paola Espinosa Alejandra Orozco         | 305,34 |
| 9     | Russland            | Julija Koltunowa Jekaterina Petuchowa   | 296,70 |
| 10    | USA                 | Amy Cozad Laura Ryan                    | 284,70 |
| 11    | Südkorea            | Cho Eun-bi Kim Suji                     | 265,50 |
| 12    | Nordkorea           | Kim Jin-ok Kim Un-hyang                 | 264,27 |

Finale am 22. Februar
Die Quotenplätze gewannen die Synchronpaare aus Kanada, Malaysia, Mexiko und der Ukraine.

### Männer

#### 3-Meter-Kunstspringen
| Platz | Land                | Athletin            | Punkte |
| ----- | ------------------- | ------------------- | ------ |
| 1     | Volksrepublik China | He Chong            | 535,35 |
| 2     | Volksrepublik China | Qin Kai             | 524,00 |
| 3     | Kanada              | Alexandre Despatie  | 511,95 |
| 4     | Australien          | Ethan Warren        | 511,70 |
| 5     | Ukraine             | Illja Kwascha       | 500,50 |
| 6     | Russland            | Ilja Sacharow       | 493,05 |
| 7     | Japan               | Sho Sakai           | 491,05 |
| 8     | Großbritannien      | Jack Laugher        | 463,70 |
| 9     | USA                 | Christopher Colwill | 460,95 |
| 10    | Kanada              | Reuben Ross         | 455,85 |
| 11    | Japan               | Ken Terauchi        | 448,50 |
| 12    | Italien             | Michele Benedetti   | 424,05 |

Vorkampf am 21. Februar, Halbfinale und Finale am 22. Februar

#### 10-Meter-Turmspringen
| Platz | Land                | Athletin             | Punkte |
| ----- | ------------------- | -------------------- | ------ |
| 1     | Volksrepublik China | Qiu Bo               | 574,90 |
| 2     | Russland            | Wiktor Minibajew     | 523,60 |
| 3     | Großbritannien      | Peter Waterfield     | 510,35 |
| 4     | USA                 | David Boudia         | 501,10 |
| 5     | Ukraine             | Olexandr Bondar      | 499,95 |
| 6     | Volksrepublik China | Lin Yue              | 493,00 |
| 7     | Deutschland         | Patrick Hausding     | 482,35 |
| 8     | Malaysia            | Bryan Lomas          | 461,60 |
| 9     | Deutschland         | Martin Wolfram       | 453,40 |
| 10    | Mexiko              | Germán Sánchez       | 448,35 |
| 11    | Schweden            | Christofer Eskilsson | 419,85 |
| 12    | Russland            | Gleb Galperin        | 416,55 |

Vorkampf am 24. Februar, Halbfinale und Finale am 25. Februar

#### 3-Meter-Synchronspringen
| Platz | Land                | Athletinnen                           | Punkte |
| ----- | ------------------- | ------------------------------------- | ------ |
| 1     | Volksrepublik China | Qin Kai Luo Yutong                    | 445,71 |
| 2     | Russland            | Jewgeni Kusnezow Ilja Sacharow        | 439,83 |
| 3     | Malaysia            | Bryan Lomas Qiang Huang               | 432,09 |
| 4     | Ukraine             | Oleksij Pryhorow Illja Kwascha        | 424,83 |
| 5     | Kanada              | Reuben Ross Alexandre Despatie        | 417,42 |
| 6     | USA                 | Troy Dumais Kristian Ipsen            | 414,30 |
| 7     | Mexiko              | Yahel Castillo Alejandro Islas        | 413,73 |
| 8     | Deutschland         | Stephan Feck Patrick Hausding         | 402,27 |
| 9     | Australien          | Ethan Warren Grant Nel                | 401,58 |
| 10    | Großbritannien      | Christopher Mears Nick Robinson-Baker | 390,30 |
| 11    | Frankreich          | Damien Cély Matthieu Rosset           | 385,95 |
| 12    | Griechenland        | Alexandros Manos Stefanos Paparounas  | 374,46 |

Vorkampf und Finale am 20. Februar
Die Quotenplätze gewannen die Synchronpaare aus Kanada, Malaysia, der Ukraine und den USA.

#### 10-Meter-Synchronspringen
| Platz | Land                | Athletinnen                             | Punkte |
| ----- | ------------------- | --------------------------------------- | ------ |
| 1     | Volksrepublik China | Cao Yuan Zhang Yanquan                  | 481,29 |
| 2     | Mexiko              | Iván García Germán Sánchez              | 460,17 |
| 3     | Deutschland         | Sascha Klein Patrick Hausding           | 457,41 |
| 4     | USA                 | David Boudia Nick McCrory               | 444,93 |
| 5     | Kuba                | Jeinkler Aguirre José Antonio Guerra    | 432,30 |
| 6     | Russland            | Wiktor Minibajew Ilja Sacharow          | 432,27 |
| 7     | Großbritannien      | Tom Daley Peter Waterfield              | 419,97 |
| 8     | Kanada              | Kevin Geyson Eric Sehn                  | 402,12 |
| 9     | Ukraine             | Olexandr Bondar Oleksandr Horschkowosow | 380,16 |
| 10    | Südkorea            | Park Ji-ho Oh Yi-taek                   | 378,30 |
| 11    | Kolumbien           | Víctor Ortega Juan Ríos                 | 370,80 |
| 12    | Nordkorea           | Ri Hyun-ju Hyon Il-myong                | 358,68 |

Vorkampf und Finale am 23. Februar
Die Quotenplätze gewannen die Synchronpaare aus Kuba, Mexiko, Russland und den USA.

## Medaillenspiegel
| Platz  | Land                | Gold | Silber | Bronze | Gesamt |
| ------ | ------------------- | ---- | ------ | ------ | ------ |
| 1      | Volksrepublik China | 8    | 3      | –      | 11     |
| 2      | Russland            | –    | 2      | 1      | 3      |
|        | Kanada              | –    | 2      | 1      | 3      |
| 4      | Mexiko              | –    | 1      | –      | 1      |
| 5      | Großbritannien      | –    | –      | 2      | 2      |
|        | Italien             | –    | –      | 2      | 2      |
| 7      | Deutschland         | –    | –      | 1      | 1      |
|        | Malaysia            | –    | –      | 1      | 1      |
| Gesamt | Gesamt              | 8    | 8      | 8      | 24     |